# Jeong Soon-bok
Jeong Soon-bok, född den 9 augusti 1960, är en sydkoreansk handbollsspelare.
Hon tog OS-silver i damernas turnering i samband med de olympiska handbollstävlingarna 1984 i Los Angeles.